# 6×45 мм
6×45mm це безфланцевий, пляшкоподібний набій створений на базі набою .223 Remington або 5.56 NATO шляхом розширення дульця до калібру .243 (6 мм). Набій також відомий як 6 мм-223 Remington або 6мм/223.

## Історія
Незабаром після появи набою .223 Remington на цивільному ринку, стрільці почали експериментувати з набоєм для покращення його продуктивності. Кілька таких експериментів призвели до розширення дульця набою .223 Remington до 6 мм, оскільки кулі калібру ,243 дюйма (6,17 мм) мають кращу зовнішню балістичну продуктивність ніж кулі калібру ,224 дюйма (5,69 мм). Хоча існують кілька варіантів ранніх версій набою, тепер відомий нам як 6×45мм, набій став таким шляхом лише розширення дульця набою .223 Remington без будь-яких модифікацій або покращень.

## Загальна інформація
Свою точні набій отримав від набою .222 Remington, який є поширеним серед стрільців зі станка. Незабаром стрільці зі станка звернули свою увагу на набій і почали створювати власні гвинтівки під цей набій. Свідченням точності набою 6×45 мм є рекорд який встановив Джим Стекл, який тоді керував спеціалізованим магазином Remington і розробив набій .22 BR, сукупно отримавши ,3069 дюйма (7,80 мм) в спортивній категорії в 1973 році на IBS при стрільбі на відстань в 200 ярдів. Проте, після появи набоїв 6mm BR та 6mm PPC, набій почали рідше використовувати в стрільбі зі станка.
Набій був надзвичайно ефективним з невеликим зарядом пороху. Така ефективність збільшувала витривалість стволу. Набій мав дуже малий відбій та дуловий спалах, що робило стрільбу ним дуже приємною.
Оскільки набій ніколи не випускали виробники зброї, він завжди залишався кустарним набоєм. Проте, переробляти існуючи гільзи набою .223 Remington під калібр 6×45мм дуже просто. Наявність гільз .223 калібру, легкість формування та невеликий заряд пороху роблять набій дуже доступним.

## Продуктивність
Перевага набою 6×45 мм над набоєм .223 Remington полягає в тому, що в ньому можна використовувати більш важкі кулі з кращим балістичним коефіцієнтом. Завдяки цьому вітер менше зносить кулю, а крім того покращуються характеристики збереження енергії.
| Набій                                              | Показник  | Дулова швидкість           | 50 ярд (46 м)              | 100 ярд (91 м)             | 150 ярд (140 м)            | 200 ярд (180 м)            | 300 ярд (270 м)          |
| .223 Remington 55 гранів (3,6 г) Sierra FMJ-BT     | Швидкість | 3 300 фут/с (1 000 м/с)    | 3 110 фут/с (950 м/с)      | 2 929 фут/с (893 м/с)      | 2 754 фут/с (839 м/с)      | 2 587 фут/с (789 м/с)      | 2 269 фут/с (692 м/с)    |
| .223 Remington 55 гранів (3,6 г) Sierra FMJ-BT     | Енергія   | 1 330 фут⋅фунтс (1 800 Дж) | 1 181 фут⋅фунтс (1 601 Дж) | 1 047 фут⋅фунтс (1 420 Дж) | 926 фут⋅фунтс (1 255 Дж)   | 817 фут⋅фунтс (1 108 Дж)   | 629 фут⋅фунтс (853 Дж)   |
| 6×45mm 90 гранів (5,8 г) Sierra FMJ-BT             | Швидкість | 2 800 фут/с (850 м/с)      | 2 680 фут/с (820 м/с)      | 2 562 фут/с (781 м/с)      | 2 448 фут/с (746 м/с)      | 2 337 фут/с (712 м/с)      | 2 123 фут/с (647 м/с)    |
| 6×45mm 90 гранів (5,8 г) Sierra FMJ-BT             | Енергія   | 1 565 фут⋅фунтс (2 122 Дж) | 1 430 фут⋅фунтс (1 940 Дж) | 1 312 фут⋅фунтс (1 779 Дж) | 1 202 фут⋅фунтс (1 630 Дж) | 1 100 фут⋅фунтс (1 500 Дж) | 918 фут⋅фунтс (1 245 Дж) |
| Значення отримані від Hornady Ballistic Calculator |           |                            |                            |                            |                            |                            |                          |

## Специфікація набою
6×45 мм це кустарний набій, який не стандартизувало жодне агентство та жоден виробник набоїв не продає і не виробляє його. Деякі спеціалізовані виробники гвинтівок, наприклад, ті що випускають вармінт гвинтівки, пропонують зброю під цей набій. Технічні характеристики взято з похідного набою де лише збільшено дульце без жодних покращень.
Максимальна довжина набою становить 2,230-дюйма (56,6 мм), проте, оскільки це кустарний набій довжина камори у кожного виробника буде своя. Тому загальна довжина може коливатися.

## Використання для полювання
В багатьох країнах і штатах США для полювання на деякі види дичини вимагають мати зброю мінімум .24 калібру (6.1 мм). В таких країнах і штатах набій 6×45мм можна законно використовувати для полювання, якщо окремо не визначено вимоги по потужності, енергії та довжині гільзи. Проте, в кращому випадку його слід вважати граничним набоєм для цих видів дичини.
Патрон отримав прихильників у Південній Африці, де його використовували для полювання на антилоп і газелей невеликих видів, таких як дукер, імпала, кліпспрінгер, спрингбок і газелі Томпсона. У Північній Америці з ним можна полювати на дрібних хижаків, таких як рись, койоти та лисиці. багатьох європейських країнах його можна використовувати для полювання на дрібних кіз і оленів, таких як козуля та серна, де це дозволено законом. Наприклад, у Нідерландах рушниці калібру 6 мм дозволено використовувати для полювання на косуль, якщо вони зберігають кінетичну енергію щонайменше 980 Джоулів на відстані 100 метрів.
Покращена версія набою має назву 6 mm TCU, її розробили для стрільби по металевих силуетних мішенях. Хоча набої дуже схожі, але не є взаємозамінними.

## Вогнепальна зброя
Гвинтівки AR-15/M16 можна легко переробити під набій 6×45мм просто замінивши ствол з кількома модифікаціями або без них. Такі самі зміни можна внести і в такі гвинтівки як Ruger Mini-14 та більшість гвинтівок з ковзним затвором під набій .223 Remington. Набій 6×45мм має кращі характеристики на дальніх відстанях ніж набої .223 Remington або 5.56 NATO.  Зараз набої для гвинтівок AR випускає компанія Les Baer. Набій пропонували компанії Cooper Arms, Kimber та кілька інших виробників гвинтівок у своїх гвинтівках як звичайний заводський набій протягом певного періоду часу.
Проте, набій почав користуватися попитом коли для полювання почали використовувати пістолети. Під цей набій було зроблено пістолет з ковзним затвором Remington XP-100 та пістолет з переламним затвором Thompson/Center Contender. Набій мав пласку траєкторію польоту кулі, що давало змогу вражати невеликих оленів та дрібну дичину.
В лютому 2010 року компанія Black Hills Ammunition почала продавати боєприпаси до набою 6×45мм. Вони пропонували стандартні кулі .243 вагою 85 та 100 гран. Компанія Sporting Products LLC почала продавати верхні ствольні коробки для AR-15 та зібрані гвинтівки під набій 6×45мм.
Данська компанія Shultz & Larsen пропонувала модель "Legacy". Це була легка гвинтівка (2,65 кг), з малим затвором і зміною стволів. Гвинтівку пропонували в наступних калібрах .222 Rem (1/10" крок), .223 Rem (1/8" та 1/10" крок), 6x45 (1/8" крок) та.300 Whisper (1/7,5" крок). Довжина стандартного стволу становила 510 мм. 